# Hozelec
Hozelec (niem. Hohesalz, węg. Ószelec, do roku 1927 Hozolec) – wieś (obec) na Słowacji położona w kraju preszowskim, w okręgu Poprad. Pierwsze wzmianki o miejscowości pochodzą z roku 1243.
Według danych z dnia 31 grudnia 2010, wieś zamieszkiwały 862 osoby, w tym 435 kobiet i 427 mężczyzn.
W 2001 roku rozkład populacji względem narodowości i przynależności etnicznej, a także religijnej wyglądał następująco:
- Słowacy – 99,12%
- Czesi – 0,25%

- katolicy – 65,61%
- ewangelicy – 27,69%
- grekokatolicy – 0,63%
- niewierzący – 3,29%
- przynależność niesprecyzowana – 2,15%